# 爸媽死了，我卻不想哭
《爸媽死了，我卻不想哭》，是由廣告導演長久允初次執導的音樂題材劇情電影，主演為二宮慶多，其他演出者有永瀨正敏、菊地凜子、池松壯亮與佐佐木藏之介等人。

## 劇情
一個陽光燦爛的日子，四個陌生的孩子，在火葬場遇見沒有掉淚的彼此。他們的父母在同一天火化。13歲的他們活像喪屍，沒有夢想，不知去向，索性組團展開搖滾冒險。殊不知無感吶喊竟在網路上瘋傳，炸出暢銷金曲。
首位代表日本榮獲日舞影展短片評審團大獎的長久允，雜揉絢麗視覺風格與狂放的想像力，在大銀幕上飆出奇特的感傷詩篇。

## 角色
| 角色       | 演员         | 角色简介                                             |
| ---------- | ------------ | ---------------------------------------------------- |
| 高見光     | 二宮慶多     | 小喪屍樂團的主唱。父母死於巴士意外事故。             |
| 石井       | 水野哲志     | 小喪屍樂團的鼓手。父母死於瓦斯氣爆。                 |
| 竹村祐樹   | 奧村門土     | 小喪屍樂團的貝斯手。父母死於自殺。                   |
| 伊武郁子   | 中島SENA     | 小喪屍樂團的鍵盤手。父母被變態殺死。                 |
| 高見弦     | 佐佐木藏之介 | 阿光的父親。死於巴士意外事故。                       |
| 大田理恵   | 工藤夕貴     | 阿光的阿姨，在阿光父親死後成為阿光的監護人。         |
| 望月悟     | 池松壯亮     | 小喪屍樂團的經紀人。發掘了小喪屍樂團。               |
| 江口栗子   | 初音映莉子   | 小喪屍樂團的經紀人，望月的女友。                     |
| 竹村倫太郎 | 村上淳       | 祐樹的父親，各大汽車商標的代工廠老闆。會對家人施暴。 |
| 竹村南     | 西田尚美     | 祐樹的母親。                                         |
| 加茂慶一郎 | 佐野史郎     | 小喪屍樂團的音樂製作人。                             |
| 伊武侑子   | 菊地凜子     | 郁子的母親。被變態殺害。                             |
| 伊武春彦   | 永瀬正敏     | 郁子的父親。被變態殺害。                             |

## 製作團隊
- 導演、編劇：長久允
- 配樂：山田勝也
- 攝影：武田浩明
- 執行製作：吉崎圭一、新井重人、水野道訓、井上肇、加太孝明
- 製作統籌：鈴木康生、小柳智則
- 製片：山西太平、高橋信一、横山治己、長谷川晴彦
- 燈光：前島祐樹
- 美術：栗林由紀子
- 場景設計：渡邊譽慶
- 服裝：下山さつき
- 髮型：光野ひとみ
- 樂團音樂：LOVE SPREAD
- 樂團服裝：writtenafterwards
- 樂團化妝：加茂克也
- 副導演：平井淳史
- 選角指導：田端利江
- 插圖：magma
- 製作：電通、日活、日本索尼音樂娛樂、巴而可、ROBOT
- 發行：日活

## 外部連結
- 官方网站
- 爸媽死了，我卻不想哭的Instagram帳戶
- 爸媽死了，我卻不想哭的X（前Twitter）
- 互联网电影数据库（IMDb）上《爸媽死了，我卻不想哭》的资料（英文）
- 爛番茄上《爸媽死了，我卻不想哭》的資料（英文）
- 《爸媽死了，我卻不想哭》台灣中文預告片 （页面存档备份，存于）